# Longeville-en-Barrois
Longeville-en-Barrois és un municipi francès situat al departament del Mosa i a la regió del Gran Est. L'any 2007 tenia 1.221 habitants.

## Demografia

### Població
El 2007 la població de fet de Longeville-en-Barrois era de 1.221 persones. Hi havia 478 famílies, de les quals 103 eren unipersonals (45 homes vivint sols i 58 dones vivint soles), 173 parelles sense fills, 181 parelles amb fills i 21 famílies monoparentals amb fills.
La població ha evolucionat segons el següent gràfic:
Habitants censats

### Habitatges
El 2007 hi havia 516 habitatges, 482 eren l'habitatge principal de la família, 11 eren segones residències i 23 estaven desocupats. 488 eren cases i 24 eren apartaments. Dels 482 habitatges principals, 380 estaven ocupats pels seus propietaris, 94 estaven llogats i ocupats pels llogaters i 8 estaven cedits a títol gratuït; 4 tenien una cambra, 13 en tenien dues, 51 en tenien tres, 130 en tenien quatre i 284 en tenien cinc o més. 330 habitatges disposaven pel capbaix d'una plaça de pàrquing. A 203 habitatges hi havia un automòbil i a 224 n'hi havia dos o més.

### Piràmide de població
La piràmide de població per edats i sexe el 2009 era:
| Homes | Edats   | Dones |
| ----- | ------- | ----- |
| 0     | 95 o +  | 0     |
| 0     | 90 a 94 | 0     |
| 0     | 85 a 89 | 8     |
| 0     | 80 a 84 | 4     |
| 12    | 75 a 79 | 12    |
| 36    | 70 a 74 | 48    |
| 44    | 65 a 69 | 32    |
| 20    | 60 a 64 | 36    |
| 16    | 55 a 59 | 28    |
| 60    | 50 a 54 | 56    |
| 60    | 45 a 49 | 32    |
| 44    | 40 a 44 | 56    |
| 40    | 35 a 39 | 60    |
| 44    | 30 a 34 | 48    |
| 36    | 25 a 29 | 32    |
| 32    | 20 a 24 | 20    |
| 52    | 15 a 19 | 52    |
| 68    | 10 a 14 | 24    |
| 36    | 5 a 9   | 36    |
| 36    | 0 a 4   | 16    |

## Economia
El 2007 la població en edat de treballar era de 783 persones, 575 eren actives i 208 eren inactives. De les 575 persones actives 534 estaven ocupades (286 homes i 248 dones) i 42 estaven aturades (17 homes i 25 dones). De les 208 persones inactives 67 estaven jubilades, 74 estaven estudiant i 67 estaven classificades com a «altres inactius».

### Ingressos
El 2009 a Longeville-en-Barrois hi havia 502 unitats fiscals que integraven 1.236,5 persones, la mediana anual d'ingressos fiscals per persona era de 18.709 €.

### Activitats econòmiques
Dels 38 establiments que hi havia el 2007, 2 eren d'empreses alimentàries, 1 d'una empresa de fabricació d'elements pel transport, 4 d'empreses de fabricació d'altres productes industrials, 5 d'empreses de construcció, 12 d'empreses de comerç i reparació d'automòbils, 2 d'empreses de transport, 1 d'una empresa d'hostatgeria i restauració, 3 d'empreses financeres, 3 d'empreses immobiliàries, 4 d'empreses de serveis i 1 d'una empresa classificada com a «altres activitats de serveis».
Dels 7 establiments de servei als particulars que hi havia el 2009, 1 era una oficina de correu, 1 taller de reparació d'automòbils i de material agrícola, 1 paleta, 1 fusteria, 1 lampisteria, 1 perruqueria i 1 agència immobiliària.
Dels 3 establiments comercials que hi havia el 2009, 1 era una botiga de menys de 120 m², 1 una fleca i 1 una botiga de material esportiu.
L'any 2000 a Longeville-en-Barrois hi havia 11 explotacions agrícoles que ocupaven un total de 1.045 hectàrees.

## Equipaments sanitaris i escolars
L'únic equipament sanitari que hi havia el 2009 era una farmàcia.
El 2009 hi havia una escola elemental.

## Poblacions més properes
El següent diagrama mostra les poblacions més properes.